# Aortenklappenrekonstruktion
Als Aortenklappenrekonstruktion bezeichnet man die Wiederherstellung der Form und somit Funktion der natürlichen, funktionsgestörten Aortenklappe, im Gegensatz zum Ersatz der Klappe durch eine mechanische oder biologische Prothese. Meist wird die Aortenklappenrekonstruktion bei Aortenklappeninsuffizienz durchgeführt, sie kann auch bei Aortenaneurysma erforderlich werden, seltener bei der angeborenen Aortenstenose. Ein möglicher Vorteil gegenüber dem Klappenersatz ist das Fehlen der prothesenassoziierten Komplikationen (Thrombose, Infekt, Abstoßung). Prospektiv-randomisierte Studien, die die konkurrierenden Techniken bewerten können, stehen noch aus. Eine retrospektive Auswertung über 1071 Behandlungsfälle ergab mit dem Klappenersatz vergleichbare kurzfristige Erfolge für die Rekonstruktion, allerdings deutlich häufigere Nachoperationen. Die 2021 veröffentlichte Leitlinie der europäischen Fachgesellschaften empfiehlt den Klappenersatz weiterhin als Standardeingriff und beschränkt den Einsatz der Klappenrekonstruktion auf die Behandlung der Aorteninsuffizienz bei „ausgewählten, jüngeren Patienten“ durch besonders erfahrene Chirurgen.

## Geschichte
Bereits vor der Entwicklung von Herzklappenprothesen wurden erste Versuche unternommen funktionsgestörte Aortenklappen zu rekonstruieren. Die Sprengung einer verengten Aortenklappe wurde 1912 durch den französischen Chirurgen Théodore Tuffier (1857–1929) durchgeführt. 1958 berichtete Dwight Harken über eine kleine Gruppe an Patienten mit Aortenklappeninsuffizienz, bei denen er den Klappenring verkleinert und die Insuffizienz verringert hatte. Zur damaligen Zeit hatten Chirurgen und Kardiologen nur minimale Informationen über die Art und Schwere der Funktionsstörung der Aortenklappe. Dies änderte sich langsam nach der Einführung der Echokardiographie durch Inge Edler und Carl Hellmuth Hertz. Der Herzklappenersatz vor allem für die Aortenklappe wurde zu einer Standardbehandlung. Die erste Kugelprothese wurde 1961 durch die Amerikaner Albert Starr und Lowell Edwards implantiert; später folgten verbesserte mechanische und biologische Prothesen (Schweineherzklappen). Bei Kindern mit angeborenen Herzfehlern wurden ab ca. 1960 verschiedene Raffungsnähte erprobt. In den 1980er und 90er Jahren kamen komplexere rekonstruierende Techniken hinzu, beginnend mit Magdi Yacoub (1983) und Tirone E. David (1993), die die Klappendurchmesser mit angesetzten Kunststoffimplantaten stabilisierten.

## Indikation

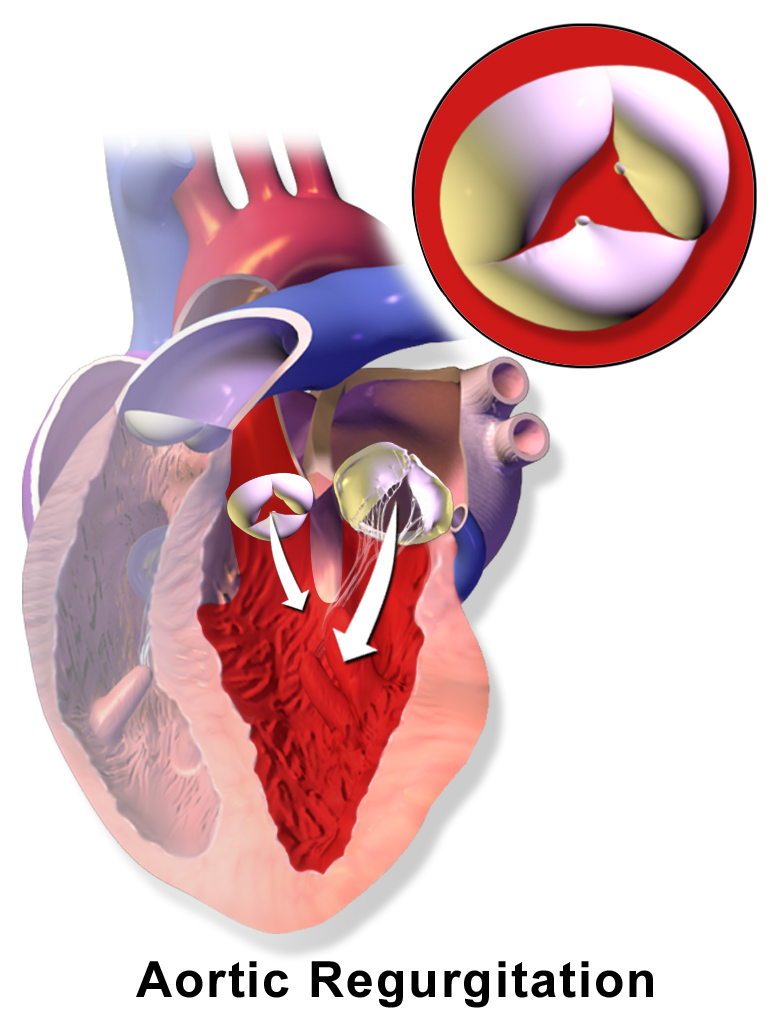
Bei der Aortenklappeninsuffizienz kommt es zu Rückfluss durch die nicht richtig schließende Klappe

Eine Aortenklappenrekonstruktion ist möglich, wenn keine ausgeprägte Verkalkung der Aortenklappe vorliegt. Dies schließt die im Leben erworbenen Klappenstenosen (Verengungen) aus; allerdings nicht die angeborenen Aortenklappenstenosen. Häufiger ist die Aortenklappenrekonstruktion zur Behandlung der Aortenklappeninsuffizienz, etwa beim Marfan-Syndrom. Sie kann auch während einer Operation bei Aneurysma der Aorta ascendens zum Einsatz kommen.
Es wird nur bei schweren Klappenfehlern mit Symptomen operiert oder bei Komplikationen der linken Herzkammer (Ejektionsfraktion < 50 %, Vergrößerung des Ventrikels > 65 mm). Für die chirurgische Versorgung des Aortenaneurysmas ist dessen Durchmesser maßgeblich (> 50 mm und Risikofaktoren, sonst > 55 mm).

## Operationstechnik
Operationen mit Rekonstruktion der Aortenklappe werden üblicherweise durch eine Sternotomie (Eröffnen des Brustbeins) durchgeführt. Minimal-invasive Techniken erschweren die Beurteilung der Klappenform. Die Herz-Lungenmaschine wird an Aorta und rechten Vorhof angeschlossen. Eine sorgfältige echokardiografische Untersuchung (transösophageale Echokardiografie) ist erforderlich, um die Formabweichungen der Aortenklappe und damit die Ursachen der Aortenklappeninsuffizienz exakt zu bestimmen. Das Herz wird durch Kardioplegie stillgelegt und die Aortenklappe systematisch analysiert. Heute gibt es bereits bekannte Sollwerte für einzelne Formaspekte der Aortenklappe, so dass nach Echokardiografie und intraoperativer Analyse die Ursache der Aorteninsuffizienz fast immer genau bestimmt werden kann. Die Resultate der Analyse, die Art einer möglichen angeborenen Fehlbildung und das Vorliegen eines Aneurysmas der Aorta ascendens bestimmen den Plan der Aortenklappenrekonstruktion, der für jeden Patienten individuell festgelegt werden muss.

### Aortenklappenstenose
Bei der angeborenen Aortenklappenstenose (Verengung) liegt nahezu immer eine unikuspide Aortenklappe vor (nur ein Segel statt drei); diese muss in ihrer Konfiguration so geändert werden, dass die Klappe besser öffnet. Eine einfache Sprengung/Auftrennung (Ballovalvuloplastie oder Kommissurotomie) würde in Aorteninsuffizienz resultieren. Die Rekonstruktion schafft zusätzlich einen oder zwei zusätzliche Aufhängepunkte (Kommissuren). Somit wird aus der unikuspiden Aortenklappe eine bikuspide gemacht. Dies führt zu einer annähernd normalen Funktion der Aortenklappe. Mithilfe von Flickenmaterial werden die Taschen so ergänzt, dass ihr Material dann bis zu einer zweiten, neu geschaffenen Kommissur reicht.

### Aortenklappeninsuffizienz

#### Trikuspide Aortenklappe
Bei trikuspider Aortenklappe liegt eine normale Anlage der Klappe vor. Wenn die Aorta erweitert ist, kommt das Konzept zur Behandlung des Aortenaneurysmas zum Einsatz. Ohne Erweiterung der Aorta liegt die Ursache der Undichtigkeit häufig in der Überdehnung des Gewebes eines oder mehrerer der Klappenelemente (Taschen). Eine solche Überdehnung kann kombiniert sein mit angeborenen Gewebslücken in den Taschen, sogenannten Fenestrationen. Eine Erweiterung des Klappenrings der Aortenklappe kann zusätzlich zur Insuffizienz beitragen. In Mitteleuropa seltener ist die Schrumpfung der Taschen als Ursache der Insuffizienz; dies ist zurzeit nicht gut mit einer Rekonstruktion behandelbar. Eine Schrumpfung muss deshalb ausgeschlossen werden. Das Ausmaß der Überdehnung wird exakt bestimmt und dann die Überlänge an Gewebe durch raffende Nähte reduziert. Eine Ringerweiterung macht die zusätzliche Verkleinerung und Stabilisierung des Aortenklappenrings erforderlich. Die Überdehnung wird dadurch korrigiert, dass das überschüssige Ausmaß von Klappengewebe durch einzelne Abnäher auf ein normales Maß verkürzt wird. Am Ende der Operation sollten die Taschenränder symmetrisch zueinander stehen.

#### Bikuspide Aortenklappe

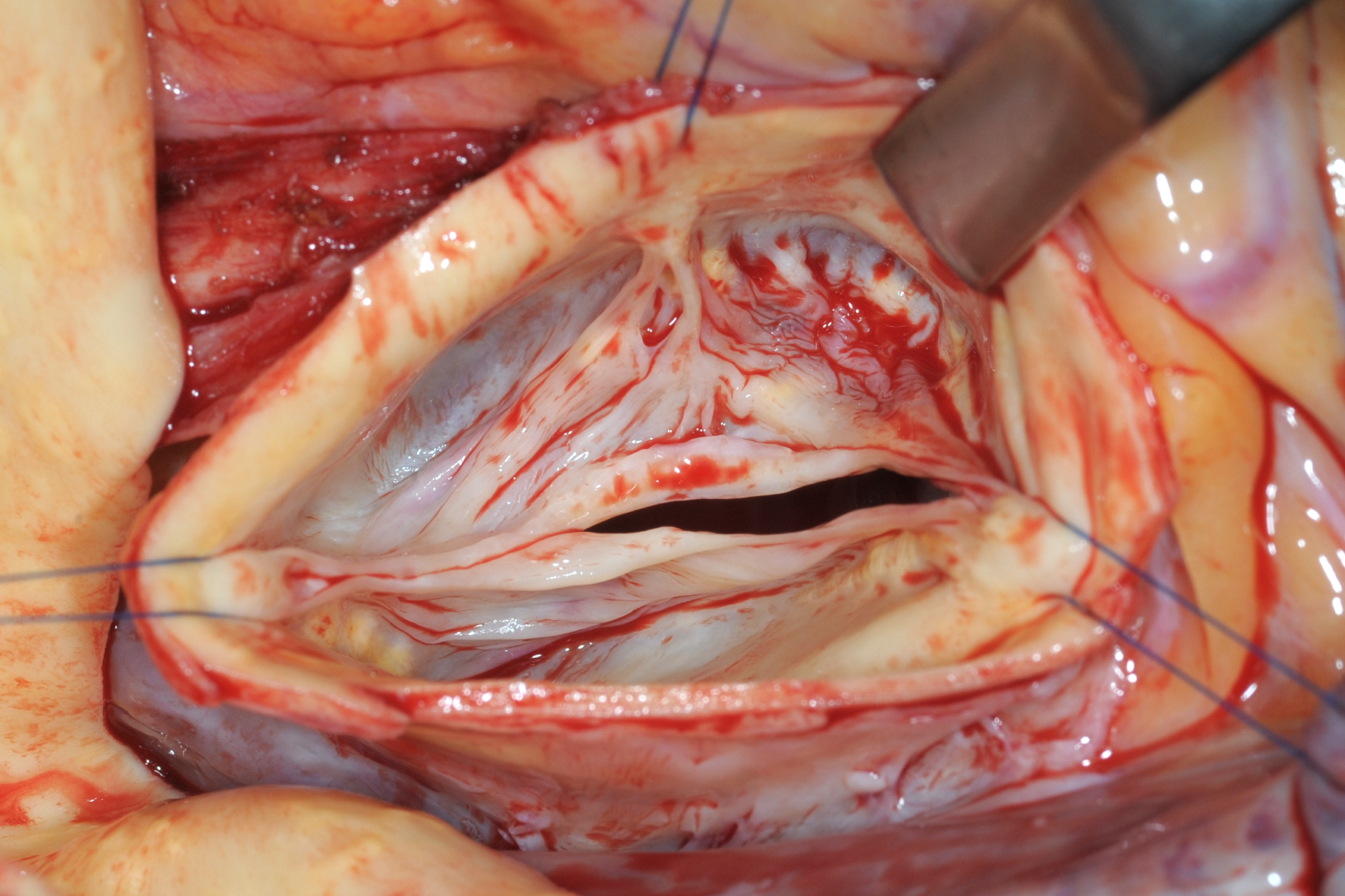
Bikuspide angelegte Aortenklappe, die wegen einer schweren Insuffizienz durch eine Operation behandelt werden musste. Zwei der drei Taschen, oben links und rechts, sind miteinander verwachsen (fusioniert); man sieht die Schließdefekte im Zentrum der Klappe, bedingt durch eine Überdehnung der fusionierten Tasche.

Bei bikuspider Anlage der Aortenklappe liegt eine Verschmelzung zweier Taschen der Aortenklappe seit Geburt vor. Da die bikuspide Anlage der Aortenklappe eine befriedigende Ventilfunktion besitzt, belässt man die Aortenklappe als bikuspide; es werden lediglich die Veränderungen korrigiert, die zur Insuffizienz geführt haben. Das Ausmaß der Überdehnung wird exakt bestimmt und dann die Überlänge an Gewebe durch raffende Nähte reduziert. Eine Ringerweiterung macht die zusätzliche Verkleinerung und Stabilisierung des Aortenklappenrings erforderlich. Wie bei der trikuspiden Aortenklappe wird die Klappe vermessen, um eine Schrumpfung des Klappengewebes auszuschließen. Der Ring ist meist erweitert, er muss durch eine sogenannte Anuloplastie verkleinert und stabilisiert werden. Zusätzlich wird die Überdehnung des Taschengewebes durch raffende Nähte korrigiert. Am Ende der Operation sollten die Taschenränder symmetrisch zueinander stehen.

#### Unikuspide Aortenklappe
Die Rekonstruktion öffnet bzw. trennt die angeborenen Verwachsungen der Taschen, sie schafft zusätzlich einen oder zwei zusätzliche Aufhängepunkte (Kommissuren). Somit wird aus der unikuspiden Aortenklappe eine bikuspide gemacht. Dies führt zu einer annähernd normalen Funktion der Aortenklappe. Mithilfe von Flickenmaterial werden die Taschen so ergänzt, dass ihr Material dann bis zu einer zweiten (neu geschaffenen) Kommissur reicht. Der Ring ist meist erweitert, er muss verkleinert und stabilisiert werden.

#### Quadrikuspide Aortenklappe
Die Aortenklappeninsuffizienz bei quadrikuspider Aortenklappe ist meist bedingt durch die zusätzliche Kommissur, die den korrekten Schluss der Taschen behindert. Das Konzept zur Rekonstruktion besteht in einer Umwandlung in eine trikuspide oder bikuspide (luciani) Aortenklappe. Hierzu wird das Klappengewebe von einer oder zwei Kommissur/en abgelöst und die Klappe in eine passende Form gebracht. Meist ist es naheliegend, eine der 4 Kommissuren abzulösen und das Gewebe der beiden beteiligten Taschen so durch Nähte zu vereinigen, dass eine Aortenklappe mit normaler Form resultiert.

### Aneurysma der Aorta ascendens
Die Erweiterung der Aorta (Aneurysma) in ihrem Anfangsteil kann zu einer behandlungsbedürftigen Aortenklappeninsuffizienz führen, indem die Taschen der Klappe ihre Schließfähigkeit verlieren. In der überwiegenden Mehrzahl der Fälle ist bei der Operation eines Aneurysmas der Aorta ascendens auch ein Klappenersatz oder eine Aortenklappenrekonstruktion erforderlich, wenn eine möglichst normale Funktion der Aortenklappe erreicht werden soll.

## Nachsorge
Antikoagulation
Im Gegensatz zum Klappenersatz ist nach der Rekonstruktion keine Hemmung der Blutgerinnung (Antikoagulation) erforderlich. Lediglich das Auftreten von unregelmäßigem Herzschlag (Vorhofflimmern) kann eine Antikoagulation erfordern, um die Bildung von Gerinnseln im linken Vorhof zu verhindern.
Endokarditisprophylaxe
Nach Aortenklappenersatz ist eine Endokarditisprophylaxe bei allen Eingriffen im Bereich des Mund-Rachen-Raums (z. B. Zahnchirurgie, Tonsillektomie) empfohlen. Es ist unklar, ob dies auch nach einer Herzklappenrekonstruktion notwendig ist.